# Bajo el mismo cielo
Bajo el mismo cielo est une telenovela américaine diffusée entre le 28 juillet 2015 et le 25 janvier 2016 sur Telemundo.

## Synopsis
Carlos Martínez (Gabriel Porras), un immigré sans papiers vivant à Los Angeles, est un bon travailleur qui veut donner un bon avenir et de meilleures opportunités à ses enfants. Carlos vit avec son dernier fils, Luis (Alejandro Speitzer). Son premier fils, Rodrigo (Luis Ernesto Franco) est devenu membre d'un gang et a quitté la maison il y a des années. Carlos fait face à plusieurs difficultés et dangers en raison de sa situation juridique, mais reste optimiste et essaie de vivre honnêtement et décemment en travaillant comme jardinier. Il a une relation avec une américano-mexicaine nommée Felicia (Erika de la Rosa) qui possède un bar et est désespérément obsédée par lui. De l'autre côté de l'histoire, Adela Morales (María Elisa Camargo) vit à Lancaster avec son frère Matías (Carlos Ferro) et sa mère alcoolique Laura (Rosalinda Rodríguez). Comme Carlos, Adela est arrivée aux États-Unis et tout comme lui, elle est sans papiers. Adela et Matías ont rejoint un gang nommé La Colonia. La Colonia est dirigée par Colmillo (Julio Bracho) et son bras droit, qui est en fait Rodrígo, maintenant connu sous le nom de "El Faier". Un jour, l'un des collègues et ami de Carlos lui dit qu'il quitte les États-Unis et qu'il retournera au Mexique, alors il veut vendre son camion à Carlos, afin que Carlos puisse continuer à travailler comme jardinier et aussi démarrer le sien entreprise de jardinage. Carlos emprunte l'argent à sa sœur, María (Liz Gallardo) et achète le camion. Pendant ce temps, Adela et Matías sont faits prisonniers par La Colonia, après que le gang a découvert que Matías avait des affaires avec un gang rival. Noemí (Cristina Mason ), un autre membre du gang, les accuse tous les deux de se couvrir parce qu'elle a volé de la drogue à La Colonia. Matías est tué sur ordre de Rodrígo, qui a ordonné sa mort de prison, et Adela est marquée dans son ventre comme une traîtresse. Adela s'échappe de La Colonia et ils commencent à la chasser pour la tuer. Un jour, Carlos s'arrête dans un magasin pour acheter des fournitures et gare son nouveau camion à l'extérieur. Adela marche à proximité, se cachant de La Colonia. Soudain, elle voit des membres de La Colonia, et désespérée de s'échapper, elle voit le camion de Carlos et le vole. Carlos court derrière le camion et parvient à s'attacher à la porte. Carlos et Adela, malgré la situation, tombent amoureux au premier regard, et à partir de ce moment commence leur histoire ensemble.

## Distribution
- Gabriel Porras : Carlos Martínez
- Maria Elisa Camargo : Adela Morales
- Erika de la Rosa : Felicia Méndez
- Luis Ernesto Franco : Rodrigo Martínez, dit El Faier
- Julio Bracho : José Giménez, dit El Colmillo
- Alejandro Speitzer : Luis Martínez
- Mercedes Molto : Déborah Sanders
- Kendra Santacruz : Greicy Cordero
- José Guillermo Cortines : Cristóbal Méndez
- Liz Gallardo : María Solís Martínez
- Fernando Noriega : Willy López
- Keller Wortham : Jacob Sanders
- Oka Giner : Susy Sanders
- Raúl Arrieta : Rudolfo Solís
- Freddy Flórez : Santiago Yépez
- Rosalinda Rodríguez : Laura Morales
- Ximena Ayala : Juana García
- Ahrid Hannaley : Isabel Garrido
- Kevin Aponte : Nick Hernández
- Andrés Zúñiga : Jay Ortega
- Felipe Betrán : Gach
- Cristina Mason : Noemí Giménez
- Giancarlo Vidrio : Mago
- Alma Itzel : Sharon López
- Carlos Ferro : Matías Morales
- Cristian Adrián : El Alacrán
- Juan Pablo Llano : Erick Vilalta
- Roberto Escobar : Alan
- Cristina Figarola : Oficial Ramíre
- Xavier Rubalcaba : Rodrigo Martínez (jeune)

## Autres versions
- A Better Life (2011), réalisée par Chris Weitz et produite par Summit Entertainment.